# Station 13
Singles de Indochine
Un été français
(2018) Song for a Dream
(2018)
Station 13 est une chanson du groupe de musique français Indochine. Il s'agit du troisième single du treizième album du groupe, 13.
Le maxi-single est disponible dans plusieurs formats (CD, vinyle et cassette audio).

## Liste de titres
| 1. | Station 13                         | Nicola Sirkis                  | 6:19 |
| 2. | Station 13 (version longue)        | Nicola Sirkis                  | 8:06 |
| 3. | Station 13 (radio edit)            | Nicola Sirkis                  | 3:59 |
| 4. | Station 13 (Vitalic Remix)         | Nicola Sirkis, Vitalic         | 6:12 |
| 5. | Station 13 (Talisco Remix)         | Nicola Sirkis, Talisco         | 4:41 |
| 6. | Station 13 (Claude Violante Remix) | Nicola Sirkis, Claude Violante | 4:50 |

## Clip
Le clip a été réalisé par Bouha Kazmi, a été tourné en Afrique du Sud et a pour thème le racisme avec l'apartheid.

## Classements hebdomadaires
| Classement (2018)                   | Meilleure position |
| ----------------------------------- | ------------------ |
| Belgique (Wallonie Ultratip 50)     | 22                 |
| France (SNEP)                       | 187                |
| France (SNEP Ventes hors streaming) | 1                  |